# イヴァン・サンタロミータ
イヴァン・サンタロミータ（Ivan Santaromita、Ivan Santaromita、1984年4月30日 - ）は、イタリア、ヴァレーゼ出身の元自転車競技選手。現役時代はNIPPO・ヴィーニファンティーニに所属したクライマー。プロチームに所属し、主にワンデーレースで成果を残した。グランツール出場経験もあり、ステージレースでは総合系としての仕事もこなせるベテラン選手であった。

## 経歴

### アマチュア時代
2003年から2005年までVC メンドリシオに所属。
2004年
- トロフェオ・ブローリア・マルツェ・クインティーノ優勝

2005年
- ジーレネン＝アムシュテーク＝ブリステン優勝
- トロフェオ・ブローリア・マルツェ・クインティーノ優勝

### プロ選手時代
2005年、クイックステップ・イネルジェティックでシーズン後半のみ研修生として活動。
2006年、同チームと正式契約を結んでプロ転向。
2007年までクイックステップ・イネルジェティックに在籍。
- ツアー・オブ・ジョージア 総合10位

2008年、リクイガスに移籍。
- ブエルタ・ア・エスパーニャ初出場、区間優勝（第1ステージ TTT）

2009年、ジャパンカップサイクルロードレース 3位
2010年、セッティマーナ・インテルナツィオナーレ・ディ・コッピ・エ・バルタリで総合優勝。イタリア選手権 ロードレース 2位。
2011年、BMC・レーシングチームに移籍。
2012年、ジロ・デル・トレンティーノ区間優勝（第1ステージ TTT）
2013年、イタリア選手権で優勝。ジロ・デル・トレンティーノでは第3ステージで優勝。ジロ・ディ・ロンバルディア9位。
2014年、オリカ・グリーンエッジに移籍。
- ジロ・デ・イタリアで区間優勝（第1ステージ TTT）。しかし、第18ステージ前に落車による負傷でリタイア。
- ブエルタ・ア・エスパーニャに出場するも、第7ステージで落車し、指を骨折してリタイア[1]。

2015年
- シーズン終了後、オリカ・グリーンエッジとの契約を解消[2]。

2016年、スカイドライブ・ドバイ・プロサイクリングに移籍。
2017年、NIPPO・ヴィーニファンティーニに移籍。
2019年シーズン末をもって引退。

## 主な戦績
2008年
- ブエルタ・ア・エスパーニャ 区間優勝（第1ステージ チームタイムトライアル）
- セッティマーナ・インテルナツィオナーレ・ディ・コッピ・エ・バルタリ 区間優勝（第1bステージ チームタイムトライアル）

2009年
- ジャパンカップサイクルロードレース 3位

2010年
- セッティマーナ・インテルナツィオナーレ・ディ・コッピ・エ・バルタリ 総合優勝、区間優勝（第1bステージ チームタイムトライアル）
- イタリア選手権 ロードレース 2位

2012年
- ジロ・デル・トレンティーノ 区間優勝（第1ステージ チームタイムトライアル）

2013年
- イタリア選手権 ロードレース 優勝
- ジロ・デル・トレンティーノ 区間優勝（第3ステージ）
- ジロ・ディ・ロンバルディア 9位

2014年
- ジロ・デ・イタリア 区間優勝（第1ステージ チームタイムトライアル）

グランツール総合順位
| Grand Tour                 | 2008 | 2009 | 2010 | 2011 | 2012 | 2013 | 2014 | 2019 |
| -------------------------- | ---- | ---- | ---- | ---- | ---- | ---- | ---- | ---- |
| ジロ・デ・イタリア         | -    | -    | -    | -    | 52   | 30   | DNF  | 102  |
| ツール・ド・フランス       | -    | -    | -    | 83   | -    | -    | -    | -    |
| ブエルタ・ア・エスパーニャ | 125  | -    | 65   | 117  | -    | 48   | DNF  | -    |